# Joseph Isidore Samson

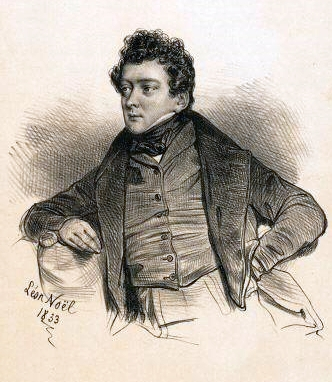
Joseph Isidore Samson.
Porträt von Alphonse-Léon Noël (1833).

Joseph Isidore Samson (* 2. Juli 1793 in Saint-Denis; † 28. März 1871 in Paris) war ein französischer Schauspieler und Dramatiker.

## Leben
Joseph Isidore Samson, Sohn eines Gastwirts, wollte sich zuerst den Studien widmen, wurde aber, als seine Eltern ihn nicht mehr zu unterstützen vermochten, zunächst Schreiber bei einem Advokaten, dann in einem Lotteriebüro, bis es ihm 1812 gelang, ins Pariser Konservatorium aufgenommen zu werden. Hier machte er rasche Fortschritte, fand 1816 nach einer mit seiner jungen Gattin unternommenen Kunstreise durch Frankreich eine Anstellung in Rouen und ließ sich 1819 dauerhaft in Paris nieder. Dort wurde er 1827 in das Théâtre-Français aufgenommen. Diesem blieb er, eine kurze Tätigkeit von 1830 bis 1832 im Théâtre du Palais-Royal ausgenommen, bis zu seinem Rücktritt von der Bühne 1863 treu.
Besonderen Ruf erlangte Samson auch als Lehrer; er war als solcher seit 1829, seit 1836 als Professor am Konservatorium tätig. Rachel, Rose Chéri und die beiden Brohan waren unter anderen seine Schülerinnen. Sein Repertoire umfasste gegen 250 Rollen; Molière, Beaumarchais, Marivaux und Scribe lieferten ihm seine Glanzpartien. Er zog sich, noch in voller Kraft, 1863 vom Theater zurück und starb am 28. März 1871 im Alter von 77 Jahren in Paris.
Samson hat sich auch als Schriftsteller versucht und unter anderem eine Art théâtral (2 Bde., Paris 1865) herausgegeben; einige seiner Komödien (La fête de Molière (1825), La belle-mère et le gendre (1826), La famille Poisson (1845), La dot de ma fille (1854) u. a.) haben sich eine Zeitlang auf den Bühnen behauptet.